# 20 avril dans les chemins de fer
20 mars 20 mai
Chronologies thématiques
- Croisades
- Sports
- Disney

Cette page concerne les événements qui se sont déroulés un 20 avril dans les chemins de fer.

## Événements

### XXesiècle
- 1908 : en Australie, dans l'état de Victoria, à Melbourne, au niveau de Sunshine station, un rattrapage entre deux trains fait 44 morts et environ 400 blessés[1].
- 1992 : en Espagne, inauguration de la première ligne à grande vitesse espagnole, entre Madrid-Atocha et Séville-Santa Justa (471 km) à l'occasion de l'exposition universelle de 1992.